# Пёстрые
Не путать с древним дворянским родом Пестрово (Пестрые).
Пёстрые (Пестрово, Пестрые) — угасший русский княжеский род, происходивший от князей Стародубских. Рюриковичи.
В Бархатной книге род не упомянут.

## Происхождение и история рода
Князья Пестровы, ветвь князей Палецких, известны с первых годов правления Василия II Васильевича Тёмного, где воевода и князь Фёдор Давыдович по прозванию Пестрой упоминается в 1429 году в походе против казанских татар. Он в 1437 году предводительствовал войском в Битве под Белёвым при взятии Улу-Мухаммедом города, а ещё ранее упомянут в болгарском походе. Его сын князь Фёдор Фёдорович Пеструха (Весноватый) являлся в 1472 году покорителем Великой Перми во времена правления Ивана III и участвовал в 1492 и 1495 годах в государевых новгородских походах. Его второй брат Иван Фёдорович по прозванию Образец был воеводой при Иване III и Василии III Ивановиче.
Несколько представители княжеского рода носили прозвание Гундор и стали являться родоначальниками различных ветвей князей Гундоровых.

### Однородцы
Однородцами князей Пестрово являются княжеские и дворянские рода: Пожарские, Стародубские, Кривоборские, Льяловские, Осиповские, Голибесовские, Гагарины, Небогатые, Неучкины, Ромодановские, Ряполовские, Хилковы, Татевы, Палецкие, Гундоровы, Тулуповы, Поярковы, Хрипуновы, Мнихи, Стригины, Нагие.

## Известные представители
| №                  | Имя, Отчество                    | № отца | Примечания                                                                                              |
| ------------------ | -------------------------------- | ------ | --- |
| 1                  | Палецкий Фёдор Давыдович Пестрой |        | Родоначальник.                                                                                          |
| 2                  | Фёдор Фёдорович Пеструха         | 1      | Воевода, бездетный.                                                                                     |
| 3                  | Иван Фёдорович Гундоров-Образец  | 1      | Воевода, носил также прозвание Большой.                                                                 |
| 4                  | Иван Фёдорович Меньшой-Гундор    | 1      | Родоначальник княжеского рода Гундоровы.                                                                |
| 5                  | Андрей Фёдорович Большой-Гундор  | 1      | В 1500 году воевода в Казанском походе.                                                                 |
| 6                  | Андрей Фёдорович Меньшой-Гундор  | 1      | В 1507 году послан на Плюсу к князю литовскому с прозванием Колышка, в 1520—1521 годах голова в Тарусе. |
| 7                  | Михаил Иванович Курица           | 3      | В 1536 году воевода в Костроме, где и погиб в бою с пришедшими в костромские места казанскими татарами. |
| Княжеский род угас |                                  |        | |